# Álvaro Domínguez (kolumbijski piłkarz)
Álvaro „Caracho” Domínguez (ur. 10 czerwca 1981 w El Cerrito) – kolumbijski piłkarz grający na pozycji pomocnika. Mierzy 175 cm wzrostu.
Jego młodszy brat Juan Guillermo Domínguez również jest piłkarzem.